# Natura y cultura de las Islas Canarias
Natura y cultura de las Islas Canarias es un libro didáctico y enciclopédico canario, dirigido principalmente por Pedro Hernández. Su primera publicación fue en 1977.
Fue escrito, principalmente, según recoge su Introducción, por los tres fundamentos del conocimiento cultural, social o popular y pedagógico. El libro ha caído en la custodia contigua de diversas editoriales, así como La cultura de las Islas Canarias, Tafor Publicaciones, o Lit. A. Romero,  entre otros. El libro es superventas y cuenta con varias reediciones.

## Historia
El libro se publicó a principios de la transición española a la democracia en 1977, con la intención de hacer accesible el conocimiento científico de las Islas Canarias hacia su población autóctona e instituciones pedagógicas. Esta intención se resume en una cita de su Introducción, en la que se explica que «Casi se puede decir que no existe ningún libro escolar referido a Las Islas». Juan Marichal, catedrático de la Universidad de Harvard, quien escribió su Prólogo, observa el caso diciendo:

Antropólogos, arqueólogos, lingüistas e historiadores [...] han realizado, en el último medio siglo, numerosas y valiosas investigaciones sobre las Islas que han elevado notablemente el rigor de los «estudios canarios», ofreciendo una vastísima información sobre el pasado y el presente del archipiélago. Pero las normas mismas de toda investigación especializada han impedido la divulgación del saber acumulado sobre las Islas: aunque los Cabildos de Gran Canaria y Tenerife (y otras instituciones insulares) han desplegado un loable esfuerzo de difusión cultural. Este libro es, así, un «puente» entre los estudios canarios contemporáneos y la generalidad de los lectores isleños.
Juan Marichal

La producción de nuevas ediciones fue proporcionalmente veloz, gastándose la primera el mismo año, y haciéndose una 2. ª al año siguiente (1978), sucediéndose así de la misma forma hasta 1979. Para dar un ejemplo, la 1. ª edición contaba con unas 573 páginas, y la 3. ª edición de 1979, se extendió hasta unas 590, muestra de la progresiva atención del público. Tras un par de años de inactividad, se volvió a publicar desde 1982 hasta ahora, bajo la custodia de distintas editoriales.
El director general, Pedro Hernández Hernández, se encargó de escribir los valores psicológicos y etnológicos del libro, pues este es catedrático de Psicología y Evolución de la Universidad de La Laguna. El resto fue tratado por Máximo Padrón Hernández, Arnoldo Santos Guerra, Adolfo Abreu Padrón, Antonio Ruiz Martín, Ángel Martín Falcón Domínguez, y otros de un entero equipo de autores.
En total, desde su publicación original hasta las más recientes, ha habido un conjunto de más de 200 000 ejemplares, y una decena de ediciones, con una cantidad mayor de reediciones, y 20 reimpresiones, siendo considerado, si no el primero, uno de los libros más vendidos de Canarias.

## Reconocimientos
En 2007, en honor al 30 aniversario de la primera publicación del libro, el Gobierno de Canarias potenció la creación de una página web como enciclopedia actualizada del antedicho, mucho más ampliada, con el nombre de Gran Enciclopedia Virtual de las Islas Canarias o GEVIC. Este proyecto es causa de que Tafor Publicaciones hubiese recibido el premio de Creatividad Social por parte de la Universidad de La Laguna en 2010, pues esta empresa fue propulsora del proyecto. La enciclopedia cuenta con una edición web.
El Día de Canarias de 2016, el municipio de San Juan de la Rambla le otorgó al equipo redactor del libro una medalla de oro, y le nombró a Pedro Hernández como Hijo Predilecto.

## Críticas
Las críticas relativas al libro fueron inmediatas, surgieron desde el mismo año en el que se publicó originalmente. Mayoritariamente fueron positivas. Los primeros organismos en reseñarlo fueron los periódicos generalistas de Canarias, siendo uno de ellos el Mundo Obrero. Así pues, las primeras observaciones son resúmenes de los fines antedichos que se encuentran en la Introducción (véase Historia y contexto). Primeras reseñas son las siguientes:

Obra enciclopédica de gran rigor científico que recoge todos los aspectos de la realidad canaria
Mundo Obrero, 1977

Me gustaría que todos los canarios y los que no lo sean, lean esta obra para que por lo menos sientan las bases reales de lo que son y han sido las islas, tal y como nos lo muestra este magnífico equipo de profesionales, a los que personalmente doy mi más efusiva enhorabuena y mi agradecimiento profundo por darme la oportunidad de aprender en Natura y Cultura muchas de las cosas que desconocía de éste, mi país canario
Adrián Alemán de Armas, El Día (Canarias), 17 de diciembre de 1977

Por su rigor científico y tratamiento popular [...] Resulta imprescindible en cualquier biblioteca que esté relacionada con nuestro Archipiélago
Solidaridad, 1978

Por aquel entonces, el anterior director del periódico El Día, Ernesto Salcedo Vílchez, comentó que era «un libro eminentemente práctico, eminentemente canario. Es un libro que dice, con ciertas y casi absolutas rigurosidades, de dónde los canarios vienen, dónde están los canarios y, más o menos, puede deducirse de a dónde los canarios van».
Otras críticas más técnicas de su tiempo fueron tales como las quejas de José Akaraz Abellán, que rogaba por una mejor estructuración ordenada de los criterios recién expuestos por los científicos y expertos, especialmente en el capítulo de la historia, y la especificación isleña del término guanche, aunque en el libro se explicase su generalización como término en todas las Islas. Otros temas reseñados se centran en activos temas de discusión.